# Dreieck Frankfurt-Erlenbruch
De Dreieck Erlenbruch is een knooppunt in aanbouw in de Duitse deelstaat Hessen.
Op dit half-sterknooppunt ten westen van het stadsdeel Erlenbruch in Frankfurt am Main sluit de A66 Frankfurt am Main-Fulda aan op de A661 Oberursel/Egelsbach.